# Нагорных, Юрий Дмитриевич
Ю́рий Дми́триевич Наго́рных (13 октября 1971, Ижевск) — российский государственный и спортивный деятель, с ноября 2020 года — директор ОАО «РЖД» по коммуникациям. С 2018 года — председатель правления РФСО «Локомотив», член совета директоров футбольного клуба «Локомотив», советник генерального директора ОАО «РЖД». В прошлом — заместитель министра спорта Российской Федерации в 2010—2016 годах. Действительный государственный советник Российской Федерации 2 класса.
Один из ключевых фигурантов допингового скандала вокруг российских спортсменов-олимпийцев и доклада независимой комиссии WADA под руководством Ричарда Макларена. Согласно заявлению Всемирного антидопингового агентства (WADA), Нагорных непосредственно руководил подменой допинг-проб российских спортсменов на Олимпийских играх в Сочи.
Решением Международного олимпийского комитета (МОК) пожизненно отстранён от участия в Олимпийских играх в любом качестве.

## Биография
Юрий Нагорных родился в 1971 году в Ижевске.
В 1983 году поступил в школу-интернат спортивного профиля, ныне — московское училище олимпийского резерва № 1. В 1995 году окончил Тульский государственный педагогический университет им. Л. Н. Толстого. В юности Юрий занимался спортом — прыжками в высоту, тройным прыжком.
Первый организаторский опыт Нагорных получил в качестве директора газеты «К спорту!», пресс-секретаря Москомспорта. В 2000 году стал пресс-атташе профессионального хоккейного клуба «Динамо».
Деятельность спортивного чиновника Нагорных начал с должности советника вице-мэра Москвы. Затем был заместителем, а с мая 2005 года — первым заместителем председателя Москомспорта. С августа 2007 года — первый заместитель руководителя Департамента физической культуры и спорта г. Москвы. В 2009 году министр спорта РФ Виталий Мутко пригласил Нагорных к себе заместителем. С 4 февраля 2010 года, в канун начала Олимпиады в Ванкувере, Нагорных занял пост заместителя министра спорта, туризма и молодёжной политики Российской Федерации. После переименования министерства, с 13 июня 2012 по 20 октября 2016 года — заместитель министра спорта Российской Федерации. В министерстве курировал подготовку к сочинской зимней Олимпиаде, зимние виды спорта, международную деятельность, взаимодействие с вузами, научную деятельность, подготовку спортивного резерва, а также борьбу с допингом.
Замминистра спорта РФ Нагорных упоминался в критическом докладе Счётной палаты РФ о неэффективном использовании средств на Олимпиаде-2010 в Ванкувере.
Указом Президента РФ от 7 октября 2013 года № 770 присвоен классный чин «Действительный государственный советник Российской Федерации 2 класса».
Нагорных был членом исполкома Олимпийского комитета России, членом межведомственной комиссии по развитию спорта высших достижений Совета при Президенте Российской Федерации по развитию физической культуры и спорта.

## Допинговый скандал
В июле 2016 года независимая комиссия Всемирного антидопингового агентства (WADA) под руководством Ричарда Макларена опубликовала доклад, в котором утверждалось, «в России действует система сокрытия положительных допинг-проб, поддерживаемая государством». Согласно утверждениям WADA, Министерство спорта РФ при поддержке ФСБ «руководило, контролировало и проводило манипуляции с результатами анализов спортсменов», а «за подменой допинг-проб стоял непосредственно замминистра Юрий Нагорных». В этом же докладе Макларена говорилось, что министр спорта Мутко был в курсе действующей в России допинговой системы и деятельности Нагорных.
После обнародования доклада Макларена президент России Владимир Путин заявил, что все должностные лица РФ, названные в докладе Макларена как прямые исполнители, будут временно отстранены до окончания расследования. 18 июля председатель правительства России Дмитрий Медведев подписал распоряжение о временном отстранении Нагорных от должности до завершения служебной проверки в связи с допинговым скандалом. 20 октября 2016 года Нагорных по своей просьбе освобождён распоряжением премьер-министра от занимаемой должности заместителя министра спорта РФ.
5 декабря 2017 года Международный олимпийский комитет пожизненно отстранил Нагорных от любого участия в Олимпиадах. Сам Нагорных с опровержениями не выступал и никакие персональные санкции, принятые в отношении него, не оспаривал. После увольнения из Минспорта РФ Нагорных работал в одной из структур специальных служб Российской Федерации.

## Продолжение карьеры
С 2017 по май 2018 года Нагорных был членом Наблюдательного совета Федерального автономного учреждения Министерства обороны Российской Федерации «Центральный спортивный клуб Армии».
В 2018 году Нагорных назначен председателем правления РФСО «Локомотив», советником на общественных началах генерального директора ОАО «РЖД» Олега Белозёрова. В этом качестве Нагорных поддержал инициативу трудовых коллективов железной дороги о проведении на ежегодной Спартакиаде РЖД в 2019 году турнира по домино. В феврале 2019 года в программном интервью газете «Гудок» Нагорных изложил свои взгляды и планы по развитию физкультуры и спорта среди железнодорожников. При этом Нагорных сформулировал главный принцип комплектования основной команды: за сборную РФСО «Локомотив» должны выступать не профессиональные спортсмены, а непосредственно работники компании РЖД, занимающиеся спортом в свободное от работы время.
5 марта 2019 года избран членом совета директоров футбольного клуба «Локомотив».
В конце ноября 2020 года, после ухода Анатолия Мещерякова из РЖД, Нагорных назначен директором ОАО «РЖД» по коммуникациям с полномочиями по взаимодействию с федеральными и региональными органами власти.

## Личная жизнь и увлечения
Юрий Нагорных женат, у него есть дети. Увлекается плаванием, прогулочной ходьбой. Его дневная норма ходьбы — 8 км.

## Награды
- Благодарность Президента Российской Федерации (26 октября 2023 года) — за активное участие в подготовке и проведении общественно значимых мероприятий[16]
- Медаль «За содействие органам наркоконтроля» (2008)
- Знак «Отличник физической культуры и спорта» (2006)
- Почётный знак «За заслуги в развитии физической культуры и спорта».
- Благодарность Правительства Российской Федерации[8].